# IC 4599
IC 4599 је планетарна маглина у сазвјежђу Шкорпија која се налази на листи објеката дубоког неба у Индекс каталогу.
Деклинација објекта је - 42° 15' 34" а ректасцензија 16h 19m 23,2s. IC 4599 је још познат и под ознакама PK 338+5.1, ESO 331-PN1, AM 1615-420.